# Nitteide
Nitteide è un personaggio della mitologia greca, figlia di Nitteo e sposa del re di Tebe, Polidoro.

## Il mito
Da tale unione nacque un figlio: Labdaco, da lui discese Edipo e tutti gli altri labdacidi.

### Fonti primarie
- Pseudo-Apollodoro, Biblioteca, III, 5, 4

### Fonti secondarie
- Luisa Biondetti, Dizionario di mitologia classica, Milano, Baldini&Castoldi, 1997, ISBN 978-88-8089-300-4.